# Leptothorax recedens
Leptothorax recedens là một loài kiến thuộc họ Formicidae. Loài này có ở Pháp, Ý, và Tây Ban Nha, with the most recent finding ở Slovenia.